# Gnophos teberdensis
Gnophos teberdensis är en fjärilsart som beskrevs av Müller 1978. Gnophos teberdensis ingår i släktet Gnophos och familjen mätare. Inga underarter finns listade i Catalogue of Life.